# Козырева, Римма Васильевна
Ри́мма Васи́льевна Ко́зырева (до 1961 — Чубарова; 1928—1983) — советский историк, археолог специалист по неолиту Сахалина. Кандидат исторических наук.

## Биография
Родилась в СССР, в городе Бикин. Окончила исторический факультет Молотовского государственного университета в 1951 г. Под руководством научного руководителя в МолГУ О. Н. Бадера участвовала в раскопках и разведках в Пермском Прикамье. Сразу по окончании университета в июне 1951 г. по личному приглашению директора Марийского НИИ языка, литературы и истории М. Т. Калашникова становится сотрудником МарНИИ. Будучи первым профессиональным археологом в Марийской АССР своими исследованиями и публикациями их результатов, по определению В. В. Никитина, наглядно показала высокую перспективность поисков памятников археологии в крае и обозначила первоочередные задачи в изучении древней истории края. Впервые исследованы ряд ключевых для археологии Марийско-Чувашского Поволжья памятников — Юринская стоянка, Акозинские могильник и стоянки, Юльяльское, Сиухинские городища.
В 1953 году Чубарова по приглашению А. П. Окладникова поступает учится в аспирантуру при Ленинградском отделении Института истории материальной культуры. Её специализацией становятся древние культуры Дальнего Востока и Севера европейской части России.
В 1954 году по заданию руководителя Дальневосточной экспедиции ЛОИА АН СССР А. П. Окладникова она была командирована на Сахалин. В 1955—1957 гг. Римма Васильевна работала сначала лаборантом, а потом начальником Сахалинского отряда Дальневосточной археологической экспедиции и была первым археологом — профессионалом на Дальнем Востоке, осуществила широкомасштабные археологические разведки и раскопки на островах.
По результатам исследований написала кандидатскую диссертацию на тему «Древняя история Сахалина (по археологическим данным)». Она стала первой отечественной обобщающей работой по археологии Сахалина, основанной на материалах собственных археологических исследований. В 1978 г. Римма Васильевна вновь приехала на остров и участвовала в полевых работах археологического отряда областного краеведческого музея в Ногликском и Корсаковском районах. Высокую оценку деятельности Козыревой на Сахалине дали сахалинские археологи более позднего периода В. А. Голубев, О. А. Шубина, А. А. Василевский.
В память о Р. В. Козыревой с 1988 г. археологами областного краеведческого музея и археологической лаборатории СахГУ проводятся Козыревские чтения — своеобразный форум сахалинских археологов.
Муж — Н. А. Козырев (с 1957 г.), известный советский астрофизик, автор дискуссионной теории активного времени, известной также как «Причинная механика».

## Научные труды

### Монографии
- Козырева Р. В. Древнейшее прошлое Сахалина. — Южно-Сахалинск: Сахалинское книжное издательство, 1960. — 96 с.
- Козырева Р. В. Древний Сахалин. — Л.: Наука, 1967. — 120 с.

### Статьи
- Чубарова Р. В. Археологические памятники на территории Горномарийского района Марийской АССР // Учёные записки МарНИИ. — Йошкар-Ола, 1953. — Вып. V. — С. 177—196.
- Чубарова Р. В. Археологическая экспедиция МарНИИ 1953 года // Учёные записки МарНИИ. — Йошкар-Ола, 1953. — Вып. V. — С. 285—291.
- Чубарова Р. В. Работы Сахалинского отряда Дальневосточной экспедиции в 1955 г. // Краткие сообщения Института истории материальной культуры. — М.: Изд-во АН СССР, 1958. — Вып. 71. — С. 119—128.
- Чубарова Р. В. Археологические исследования в 1956 году на острове Сахалине. // Краткие сообщения Института истории материальной культуры. — М.: Изд-во АН СССР, 1959. — Вып. 73. — С. 115—121.
- Чубарова Р. В. Неолитические стоянки на острове Итуруп // Советская археология. — М., 1960. — № 2. — С. 128—138.
- Чубарова Р. В. Неолитическое поселение Ноглики I (Дальний Восток) // Краткие сообщения Института археологии. — М.: Изд-во АН СССР, 1961. — Вып. 85. — С. 48—54.
- Козырева Р. В. К истории культуры раковинных куч на о. Сахалине // Материалы и исследования по археологии СССР: Палеолит и неолит СССР. — М.—Л., 1965. — Т. 5, № 131. — С. 281—296.